# Памятник Кагульской битвы
Памятник Кагульской битвы (Колонна Славы на Кагульском поле) — монумент в городе Вулканешты в Гагаузии, на юге современной Молдавии. Воздвигнут в 1849 году по проекту Ф. К. Боффо на месте победы русской армии в битве при Кагуле 1770 года — одном из главных сражений русско-турецкой войны 1768—1774.

## История сооружения
Памятник сооружался в течение 1844—1848 гг. и был открыт 13 сентября 1849 года на поле Кагульской битвы, в городе Вулканешты и реки Кагул.
Идею сооружения памятника предложил генерал-губернатор Новороссии и наместник Бессарабии граф М. С. Воронцов.
Памятник расположен на высоком холме, где во время битвы располагалась ставка главнокомандующего турецкой армией Халиль-бея.
В советское время памятник утратил некоторые элементы: с надписи на чугунной плите исчезла строка с упоминанием императора Николая I; венчавший колонну православный крест над лежащим полумесяцем практически обвалился.
В 1956 году памятник был отреставрирован, на капители восстановлен крест над полумесяцем.
В 1990-е годы памятник был осквернен надписями скандального характера и получил отметину от прямого попадания из гранатомета во время молдавско-гагаузского межэтнического конфликта. Многочисленные локальные повреждения и деформации колонны и стилобата создавали серьёзную опасность разрушения.
В 2002 г. монумент был капитально отреставрирован на средства правительства Москвы и вновь торжественно открыт 15 октября 2002 г. В торжествах приняли участие делегация Москвы во главе с вице-премьером Александром Матросовым и посол России в Молдавии Павел Петровский.
18 апреля 2010 г. памятник был обстрелян неизвестными лицами из огнестрельного автоматического оружия. Правоохранительные органы в отношении данного преступления никаких действий не предприняли, что вызвало возмущение общественности города Вулканешты

## Описание
Автор памятника — известный архитектор первой половины XIX века Ф. К. Боффо, работавший в Одессе и Новороссии.
Монумент представляет собой огромную колонну дорического ордера из известняка высотой около 25 метров, установленную на 5-метровом пьедестале с пирамидальным завершением. Колонну увенчивает чугунная капитель с православным крестом над опрокинутым полумесяцем — по некоторым трактовкам, полумесяц - это стилизованное изображение дракона как символа зла, попранного Христом.
На северной стороне пьедестала — изображение фамильного герба Румянцевых с девизом «Non Solum armis» («Не только оружием»). Под гербом — чугунная плита с надписью: 

«Памятник сей незабвенной битвы, в которой пали навсегда свирепые янычары, несколько столетий стращавшие Европу, Азию и Африку поставлен по велению Николая Императора Самодержца всея России при Новороссийском и Бессарабском генерал-губернаторе графе Воронцове, и при Бессарабском военном губернаторе Федорове».

На южной стороне пьедестала установлен фамильный герб Воронцовых с девизом Semper immota fides -  Верность всегда непоколебимая. Надпись на плите под гербом гласит: 

«1770 год июля 21 дня граф Пётр Александрович Румянцев на сем месте с семнадцатью тысяч русских воинов разбил 150 — тысячную армию турецкую под начальством верховного визиря Халил — паши». 

## Интересные факты
- Другой памятник Кагульской битвы — Кагульский обелиск — сооружен по желанию Екатерины II в Екатерининском парке в Царском Селе.
- Изображение памятника является центральным элементом современного герба города Вулканешты.
- Уменьшенная копия памятника Кагульской битвы — памятник в честь 500-летия города Кагул, открытый в 2002 г. на центральной площади, перед зданием Кагульского университета.